# Ángel Garrido
Ángel Garrido García (Madrid, 7 de abril de 1964) es un político e ingeniero español; fue presidente de la Comunidad de Madrid de 2018 a 2019. Entre 2015 y 2018 fue consejero de Presidencia, Justicia y Portavocía del Gobierno de la Comunidad de Madrid. Entre 2019 y 2021 fue consejero de Transportes hasta su destitución debido a la ruptura del PP y Cs en la Comunidad de Madrid. En marzo de 2021 anunció su intención de abandonar la política, coincidiendo con las elecciones a la Asamblea de Madrid de 2021.

## Biografía

### Primeros años y formación
Nacido el 7 de abril de 1964 en Madrid, cursó estudios básicos en el Instituto Tajamar, un centro masculino vinculado al Opus Dei ubicado en el distrito actual de Puente de Vallecas. Efectuó sus estudios universitarios en la Escuela Técnica Superior de Ingenieros de Minas de la Universidad Politécnica de Madrid, radicada en la calle de Ríos Rosas, obteniendo el título de ingeniero de Minas. Se empleó en su carrera profesional en el campo de la logística.

### Política municipal
Militante por un tiempo en el Centro Democrático y Social (CDS), ingresó en el Partido Popular (PP) en 1991; también se afilió a las Nuevas Generaciones del partido. Recomendado al parecer dentro del partido por Feliciano Blázquez, fue candidato número 3 en la lista del PP en las elecciones municipales de Pinto de 1995, y resultó escogido concejal en este municipio para el período 1995-1999 en lo que fue su primer cargo público. Ejerció la portavocía del grupo municipal popular —en la oposición— en el pleno de esta corporación.
En las elecciones municipales de 1999 se presentó en el número 28 de la lista del PP para el Ayuntamiento de Madrid, encabezada por José María Álvarez del Manzano. Comenzó así su trayectoria como concejal en el consistorio de la capital española, cargo para el que resultó reelegido en 2003, 2007 y 2011, en corporaciones presididas por Alberto Ruiz-Gallardón y Ana Botella.
Ejerció en este período la concejalía-presidencia de los distritos de Villa de Vallecas, Latina, Chamberí, Usera y Retiro.
En el periodo 2004-2008 perteneció también a la secretaría ejecutiva de Política Regional del PP de Madrid, donde comenzó su amistad con Cristina Cifuentes y Jaime González Taboada.
Cerró la lista del PP por Madrid al Congreso en las elecciones generales de noviembre de 2011, sin salir elegido diputado.
Con la llegada de Ana Botella a la alcaldía, se le asignó la presidencia del pleno, siendo cesado en la titularidad de la presidencia de las dos juntas de distrito de las que estaba entonces al frente: Retiro y Villa de Vallecas.

### Miembro del gobierno regional

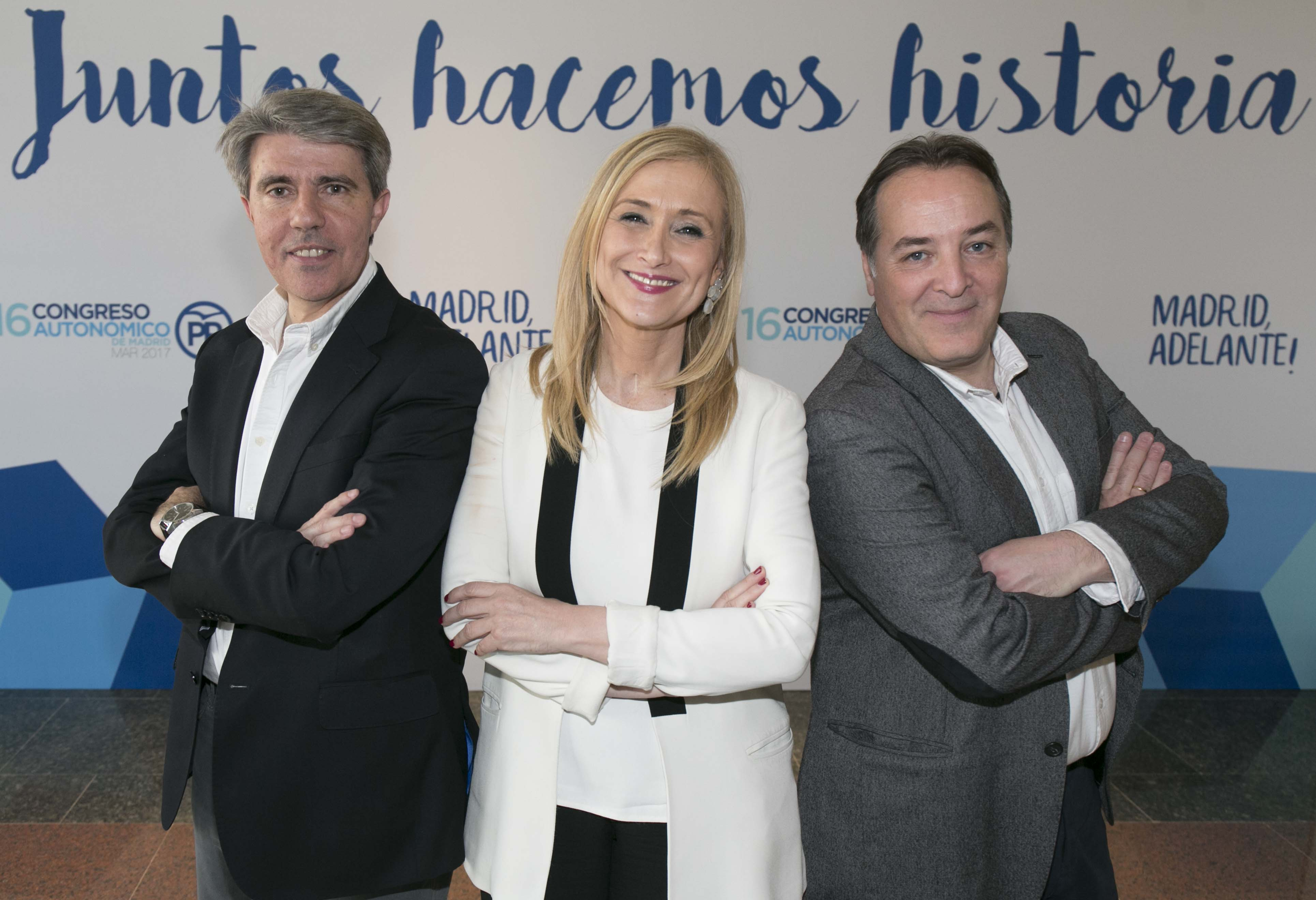
Junto a Cristina Cifuentes y Jaime González Taboada en el congreso del PP regional de marzo de 2017 que le aupó a la secretaría general de la organización

Persona de plena confianza de Cristina Cifuentes, fue el número 2 de la candidatura encabezada por esta para las elecciones autonómicas de 2015. Garrido, uno de los políticos del PP junto a Jaime González Taboada, Carlos Izquierdo Torres y la propia Cristina Cifuentes que negociaron el acuerdo de investidura con Ciudadanos, fue nombrado consejero de Presidencia, Justicia y Portavocía del Gobierno tras la investidura de Cifuentes como presidenta del ejecutivo regional. 
Tras la creación de la Comisión Gestora del Partido Popular de Madrid, tras la dimisión de Esperanza Aguirre, en febrero de 2016, fue designado como presidente del Comité Electoral. En marzo de 2017 Garrido se convirtió en secretario general del PP de Madrid después del congreso de la organización territorial del partido en el que se confirmó a Cifuentes en la cúpula, después de haber sido nombrada esta presidenta de la gestora, revalidando, ahora en el partido, la posición de número dos de Cifuentes.

### Presidencia de la Comunidad de Madrid

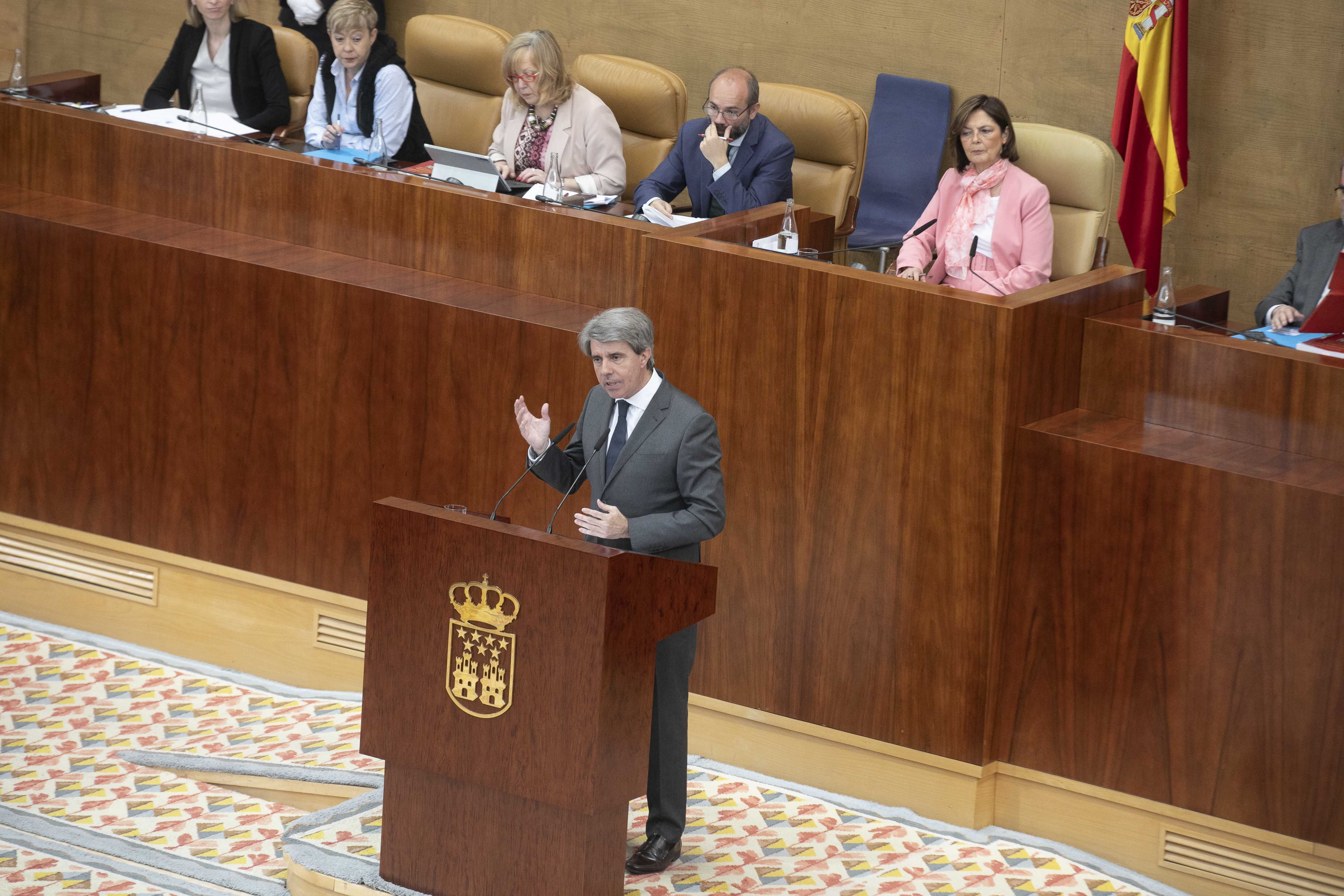
Discurso de Garrido en la segunda sesión del pleno de investidura, celebrada el 18 de mayo de 2018

El 25 de abril de 2018, tras la dimisión de Cristina Cifuentes, asumió, de acuerdo a lo establecido en los artículos 13 y 17 de la Ley de Gobierno y Administración de la Comunidad de Madrid, la presidencia en funciones de la Comunidad de Madrid. El 27 de abril de 2018, tomó las riendas del PP de la Comunidad de Madrid, hasta el nombramiento de Pío García-Escudero como presidente.

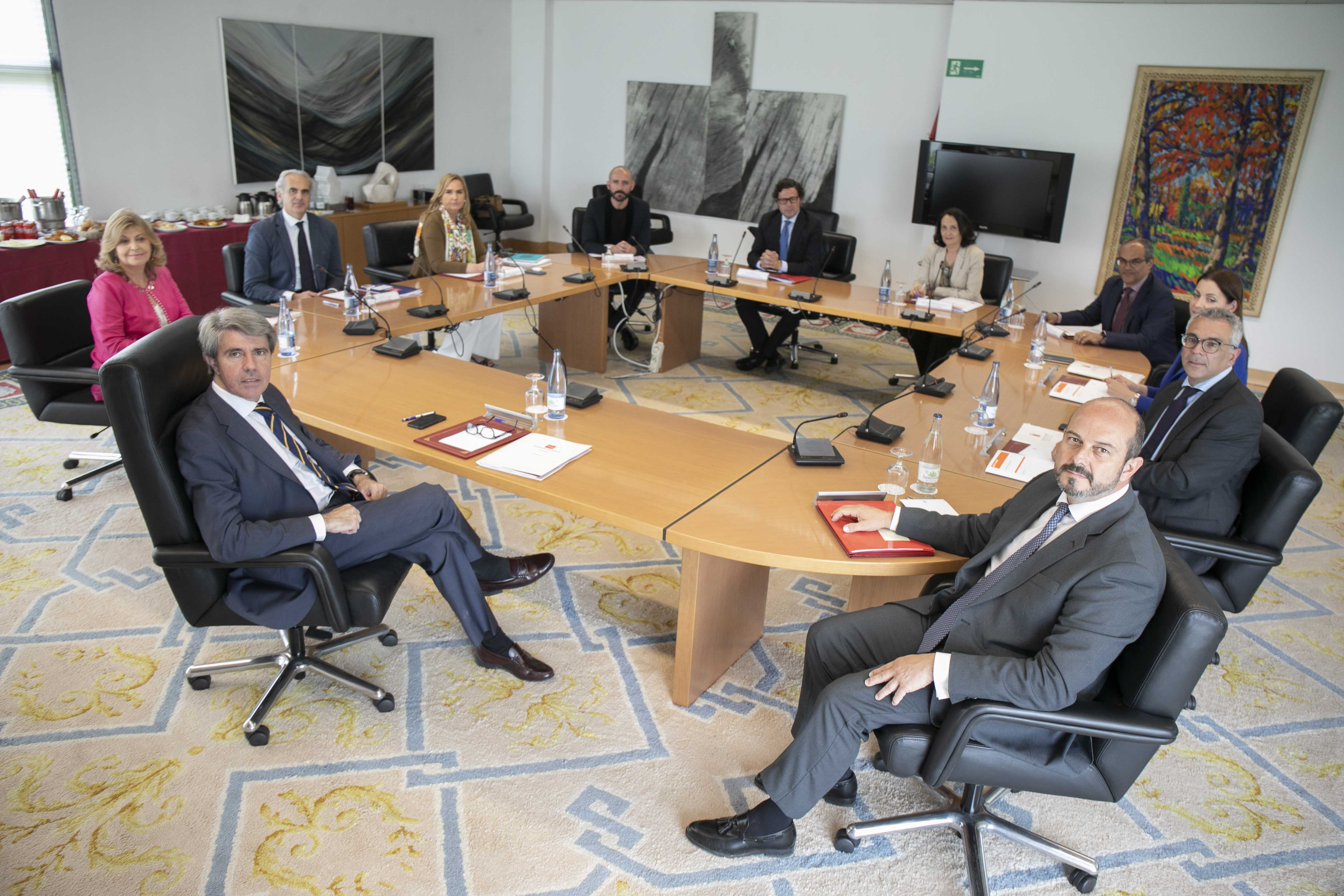
Presidiendo una reunión extraordinaria del Consejo de Gobierno el 24 de mayo de 2018.

En mayo de 2018, la dirección nacional del Partido Popular le seleccionó como candidato para presidente de la Comunidad de Madrid. Garrido se cerró a la posibilidad de liderar la candidatura del PP en las elecciones autonómicas de 2019. Manifestó querer trabajar desde el Gobierno de la Comunidad de Madrid para los madrileños. La presidenta de la asamblea regional, Paloma Adrados, propuso formalmente a Garrido como candidato y programó el pleno de investidura para los días 17 y 18 de mayo. Investido con 65 votos a favor y 64 en contra, tomó posesión el 21 de mayo de 2018. Tras dicho acto, anunció la composición de su nuevo Gobierno, que a su vez tomó posesión el día siguiente.
En enero de 2019 se conoció la decisión personal del presidente del PP Pablo Casado de designar como cabeza de lista del partido para las elecciones a la Asamblea de Madrid de 2019 a Isabel Díaz Ayuso, descartándose así a Garrido para ocupar esa posición.
No fue capaz de sacar adelante en sede parlamentaria la reforma de la Ley del Suelo, impulsada inicialmente por Cristina Cifuentes (aprobada en abril de 2017 por el Consejo de Gobierno) y que esta última llegó a presentar como la ley «más importante de la legislatura», al sumarse a comienzos de 2019 el Grupo Parlamentario Ciudadanos a la oposición a su aprobación ejercida por los grupos parlamentarios Socialista y de Podemos, impidiendo que prosperase su tramitación. Durante su mandato también tuvo que hacer frente al conflicto con los taxistas.

### Paso en falso y «fichaje» por Cs

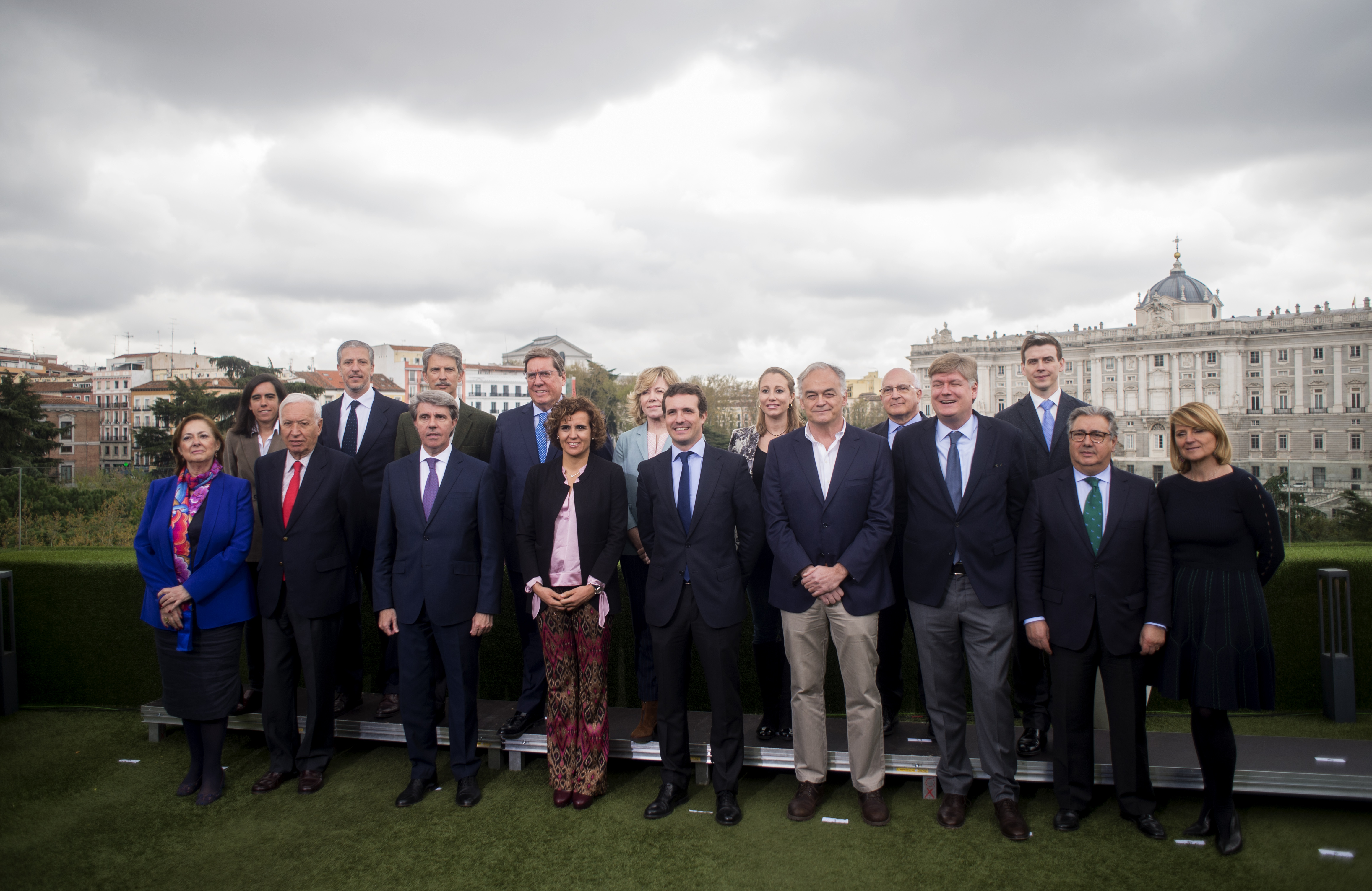
Garrido en abril de 2019, durante la presentación de la candidatura del PP para las elecciones europeas en los Jardines de Sabatini.

El 1 de abril de 2019 se anunció su inclusión en el cuarto puesto de la lista del PP para las elecciones al Parlamento Europeo de 2019 en España, presentando su dimisión como presidente de la Comunidad de Madrid el día 11 de abril y pasándose a hacerse cargo en funciones de la presidencia de la Comunidad de Madrid Pedro Rollán.
El 24 de abril de 2019 se hizo pública la inclusión de Garrido en el número 13 de la lista de Ciudadanos-Partido de la Ciudadanía (Cs) de cara a las elecciones a la Asamblea de Madrid de 2019; Garrido, que había firmado la declaración jurada para la Junta Electoral como candidato a las europeas con el PP, estaba entonces simultáneamente integrado en el número 4 de la lista presentada –aún no proclamada– del partido. Un día después, el PP anunciaría que su lugar en la candidatura europea sería ocupado por Juan Ignacio Zoido, hasta entonces número 12 en la lista, puesto que a su vez sería ocupado por Leopoldo López Gil.
En la presentación de Garrido como candidato de la lista de Cs, este, que antaño se había mostrado muy crítico con el partido en sede parlamentaria, llegando a describirlo como «cuñados», «tontos útiles» (de la izquierda), socialistas o como «populismo pop», reafirmó su satisfacción por incorporarse a lo que entonces llamó «el partido del centro liberal por antonomasia», anunciando también sus intenciones de hacer efectiva de forma inminente su baja en el PP para poder afiliarse a Cs.
Tras la investidura de Isabel Díaz Ayuso como Presidenta de la Comunidad de Madrid, fue nombrado Consejero de Transportes del gobierno conjunto entre PP y Cs.
Coincidiendo con Elecciones a la Asamblea de Madrid de 2021, se retira del mundo de la política.

## Posiciones
Rechaza la etiqueta de «liberal» y se define a sí mismo como un «conservador clásico».